# Flughafen Udaipur

i8
i11
i13
Der ca. 513 m hoch gelegene Flughafen Udaipur (englisch Udaipur Airport oder Maharana Pratap Airport oder Dabok Airport) ist ein nationaler Flughafen ca. 22 km (Fahrtstrecke) nordöstlich der Großstadt Udaipur beim Ort Dabok im nordwestindischen Bundesstaat Rajasthan.

## Geschichte
Die erste Nutzung des Flugfeldes fand im Jahr 1957 statt. In den darauf folgenden Jahren wurde der Flugplatz vergrößert und mit einer Start-/Landebahn aus Beton- oder Asphalt versehen. Ein neues Terminal nahm im Jahr 2008 die Arbeit auf.

## Verbindungen
Mehrmals täglich finden Linienflüge nach Delhi und Mumbai statt; andere Destinationen sind Jaipur, Ahmedabad, Bhopal, Surat, Kolkata, Hyderabad, Aurangabad und Bengaluru.

## Sonstiges
- Betreiber des Flughafens ist die Airports Authority of India.
- Die 2743 m lange Start- und Landebahn ist mit ILS ausgestattet.